# Die Giovanni Zarrella Show
Die Giovanni Zarrella Show ist eine Musik-Unterhaltungsshow des ZDF, durch die der Showmaster und Sänger Giovanni Zarrella führt. Sie ist die Nachfolgersendung von Willkommen bei Carmen Nebel.

## Bestandteile der Sendung
Bestandteile der Sendung sind Auftritte von Künstlern aus den Bereichen Schlager, Popmusik, Musical und Tanz sowie kurze Interviews von Zarrella mit seinen Gästen. Charakteristisch für das Format ist, dass einzelne Gäste ihre Erfolgstitel im Duett mit Giovanni Zarrella präsentieren, wobei Zarrella seinen Part meist in italienischer Sprache singt. Fester Bestandteil ist eine Liveband unter der Leitung von Christoph Papendieck.

## Geschichte
Als die Absetzung der Sendung Willkommen bei Carmen Nebel im Sommer 2020 im Gespräch war, arbeitete das ZDF an einem neuen Format. Dabei unterschrieb Giovanni Zarrella einen Vertrag für den Sender, der mindestens zwölf Samstagabend-Unterhaltungsshows voraussetzt. Im Frühjahr 2021 wurde Willkommen bei Carmen Nebel abgesetzt. Die Show wird von Bavaria Entertainment produziert.
Die Giovanni Zarrella Show debütierte im September 2021.
Seit 2022 gibt es eine Kooperation mit dem SRF.
2022 und 2023 wurde die Musikshow für den Deutschen Fernsehpreis Beste Unterhaltung Show nominiert.
Die Show wird in der Regel live übertragen. Eine Ausnahme stellte die Ausgabe vom 21. September 2024 dar, sie wurde „aus planungstechnischen Gründen im Mai 2024 in Offenburg aufgezeichnet“, wie das ZDF mitteilte.

## Ausgaben

### Reguläre Ausgaben
| Nr. | Aus- strahlung | Ort             | Fernseh- sender | Art | Gäste | Zuschauer- zahl |
| --- | -------------- | --------------- | --- | --- | --- | --------------- |
| 01  | 11. Sep. 2021  | Berlin          | | live | Kerstin Ott, Nik P., Ronja Forcher, Andrea Berg, Alvaro Soler, Sotiria, Pietro Lombardi, Nino de Angelo, Neonlicht, Adriano, Bruno Zarrella, Al Bano, Maite Kelly, Chris Cronauer, Tom Grennan, Sonia Liebing, Sasha, Santiano, Henry Maske, Sarah Brightman, Ku’damm 56                                              | 3,81 Mio.       |
| 02  | 13. Nov. 2021  | München         | Maite Kelly, Semino Rossi, Angelo Kelly & Family, Max Giesinger, Ute Freudenberg, Marie Reim, Ben Zucker, Sotiria, Lord of the Dance, Michael Patrick Kelly, Daria, Neonlicht, Peter Maffay, Michelle, Revolverheld, Mark Keller, Santiano, Calum Scott, Kerstin Ott                                                     | live | 4,85 Mio. |                 |
| 03  | 12. Feb. 2022  | Halle (Saale)   | | live | Sonia Liebing, Nino de Angelo, Francine Jordi, Howard Carpendale, Il Volo, Wincent Weiss, Mae Ann Jorolan, Matthias Reim, Michelle, Adriano, Neonlicht, Mark Keller, Patricia Kelly & Daniel Powter, Vicky Leandros, DJ Ötzi, Milow, Lea, Tim Peters, Joel Brandenstein, Ben Zucker, Leony                            | 3,96 Mio.       |
| 04  | 9. Apr. 2022   | Berlin          | | live | Roland Kaiser, Maite Kelly, Pietro Lombardi, Kerstin Ott, Ramon Roselly, Howard Carpendale, Marianne Rosenberg, Andreas Gabalier, Andrea Berg, Beatrice Egli, Knappe, Sasha, David Garrett, Bernhard Brink, No Angels & Carolin Kebekus, Semino Rossi, Mike Leon Grosch, Rolf Zuckowski, Ronja Forcher, Michael Bublé | 3,97 Mio.       |
| 05  | 5. Nov. 2022   | Offenburg       | Ben Zucker, Andrea Berg, Santiano & Nathan Evans, Adriano, Peter Maffay, Linda Teodosiu, Marina Marx, Blue, Ireen Sheer, The Kelly Family, Ronan Keating, Kerstin Ott, Maite Kelly, Alexander Eder, Johannes Oerding, Kim Fisher, Ramon Roselly, Zeynep Avcı, Vanessa Mai                                                | live | 3,91 Mio. |                 |
| 06  | 25. Feb. 2023  | Offenburg       | Roland Kaiser, Andrea Berg, Mark Keller & Aaron Keller, Pur, Namika & Zaz, Semino Rossi, Nino de Angelo, Wolkenfrei, Ute Freudenberg, Luca Hänni, Beatrice Egli, Florian Künstler, Julia Lindholm, Max Giesinger & Michael Schulte, Jenny Jürgens & John Jürgens, Tim Bendzko, Maite Kelly, Adam Lambert                 | live | 4,07 Mio. |                 |
| 07  | 22. Apr. 2023  | Berlin          | Ben Zucker, Wolkenfrei, Eloy de Jong, Wincent Weiss, Santiano, Marie Reim, The BossHoss & Ilse DeLange, Sonia Liebing, Marc Martel, Oli.P, Howard Carpendale, Marco Mengoni, Nino de Angelo & Sotiria, Adel Tawil, Leony, Nadja Benaissa, Mike Leon Grosch, Die Prinzen, Maite Kelly                                     | live | 3,07 Mio. |                 |
| 08  | 22. Juli 2023  | Dortmund        | Maite Kelly, Semino Rossi, Anna-Maria Zimmermann, Kerstin Ott, Nik P., Ben Zucker, Simply Red, Oli.P, Natalie Pütz, Bernhard Brink, Ella Endlich, Ricchi e Poveri, Mickie Krause & Sonia Liebing, Nino de Angelo, Claudia Jung, Michael Bolton, Anna-Carina Woitschack, Heinz Rudolf Kunze, Michael Holm & Ramon Roselly | live | 3,40 Mio. |                 |
| 09  | 18. Nov. 2023  | Berlin          | Michelle, Tim Peters & Marie Reim, Roland Kaiser, Sarah Engels, Michelle Hunziker, Santiano, Ross Antony, Francine Jordi, Jan Seven Dettwyler & Johannes Oerding, Andrea Berg, Peter Maffay, Vanessa Mai, Anastacia, Sonia Liebing, Neonlicht, Ben Zucker, James Blunt, Julian Reim, Marina Marx                         | live | 3,39 Mio. |                 |
| 10  | 4. Mai 2024    | Offenburg       | Maite Kelly, Matthias Reim, Sarah Engels, Nik P., Christina Stürmer, Howard Carpendale, Christin Stark, Claudia Jung, Loi, Michelle, Pepe Lienhard & Orchester, Marie Reim, Marina Marx, Samu Haber, Philipp Poisel, Semino Rossi, Jan Böhmermann & Rundfunk-Tanzorchester Ehrenfeld, Peter Schilling                    | live | 2,76 Mio. |                 |
| 11  | 24. Aug. 2024  | Dortmund        | Andrea Berg, Nino de Angelo & Jenice, Maite Kelly, Pietro Lombardi, Sonia Liebing, Lou Bega, Olaf der Flipper, DJ Herzbeat & Neonlicht, Bodo Wartke, Alphaville, Marina Marx, Roland Kaiser, Marianne Rosenberg, Vincent Gross, Andreas Gabalier, Ramon Roselly, Shirin David                                            | live | 2,85 Mio. |                 |
| 12  | 21. Sep. 2024  | Offenburg       | Aufzeichnung | Kerstin Ott, Oli.P, Melissa Naschenweng, Samu Haber, Patrick Lindner, Sarah Engels, Gregor Meyle, Ben Zucker, Sonia Liebing & Bernhard Brink, Semino Rossi, Rea Garvey, Natalie Pütz, Maite Kelly, Matthias Reim, Gianna Nannini, Karsten Walter, Ray Dalton, Francine Jordi, Howard Carpendale, & Julia, Picture This                             | 2,73 Mio. |                 |
| 13  | 9. Nov. 2024   | Göttingen       | live | Maite Kelly, Peter Maffay, Oli.P, Max Giesinger, Ella Endlich, David Garrett & Hauser, Andrea Berg, Ehrlich Brothers, Santiano, Voices for UNICEF, Nana Mouskouri, Roland Kaiser, Marianne Rosenberg, Nino de Angelo, Ben Zucker, Lea, Anna-Carina Woitschack, Michael Schulte, Joachim Heider                                                     | 3,15 Mio. |                 |
| 14  | 15. Feb. 2025  | Friedrichshafen | live | Roland Kaiser, Melissa Naschenweng, Ross Antony, Linda Hesse, Howard Carpendale, Revolverheld, Nino de Angelo, Oimara, Nelson Müller, Nicole, Bodo Wartke, Leony, Marianne Rosenberg, Andreas Gabalier, Karat, Vanessa Mai | 3,00 Mio. |                 |
| 15  | 3. Mai 2025    | Friedrichshafen | Aufzeichnung | Beatrice Egli, Thomas Anders, Michelle, Mark Keller, Max Giesinger, Peggy March & Oli.P, Lord of the Dance, Alvaro Soler, Inka Bause, Ella Endlich, Sophia, Detlef Soost, Annette Frier & Stefan Gwildis, Neonlicht, Joris, The Ten Tenors, Bernhard Brink, Peter Plate & Ulf Leo Sommer, Roland Kaiser, Romeo & Julia – Liebe ist alles, Lou Bega | 2,81 Mio. |                 |
| 16  | 23. Aug. 2025  | Dortmund        | live | | |                 |
| 17  | 22. Nov. 2025  | Offenburg       | live | | |                 |

Anmerkungen:
1. ↑  Fett: Höchster Wert in dieser Kategorie. Rot: Niedrigster Wert in dieser Kategorie

### Specials

#### 30 Jahre Andrea Berg
Das erste Special Giovanni Zarrella präsentiert: 30 Jahre Andrea Berg wurde am 6. August 2022 ausgestrahlt. Das Open-Air-Konzert anlässlich des 30. Bühnenjubiläums von Andrea Berg wurde am 29. und 30. Juli 2022 in der WIRmachenDRUCK Arena in Aspach aufgezeichnet.
Zu Gast waren Maite Kelly, DJ Ötzi, Kerstin Ott, DJ BoBo, Johnny Logan, Höhner, Nik P., Nino de Angelo, Semino Rossi, Al Bano, Justin Jesso, Vanessa Mai, Stereoact und Beatrice Egli.

#### 50 Jahre Roland Kaiser
Am 24. Februar 2024 wurde das zweites Special mit dem Titel Giovanni Zarrella präsentiert: 50 Jahre Roland Kaiser ausgestrahlt. Die Aufzeichnung fand am 16. Dezember 2023 in der Baden-Arena in Offenburg statt.
Zu Gast waren Beatrice Egli, Oli.P, Kerstin Ott, Melissa Naschenweng, Semino Rossi, Thomas Anders, Nino de Angelo, Gregor Meyle, Maite Kelly, Bülent Ceylan, Kim Fisher, Albert Hammond, Mary Roos und Bärbel Bas.
Eine Samstagnacht mit Howard Carpendale
Für den 20. September 2025 ist ein drittes Special mit dem Titel Giovanni Zarrella präsentiert: Eine Samstagnacht mit Howard Carpendale geplant. Die Aufzeichnung soll am 19. August 2025 in der Dortmunder Westfalenhalle stattfinden.

## Schlager Academy
Die Schlager Academy der Giovanni Zarrella Show ist für angehende Sänger gedacht. Auf der Website von Bavaria Entertainment kann man sich online bewerben. Die Leitung hat das Team der Musikshow inne. Aus der ersten Suche ging das Schlager-Duo Neonlicht hervor.